# Йосиф I Български
Йосиф I е виден висш български православен духовник, екзарх на Българската екзархия от 1877 до 1915 година. Екзарх Йосиф има големи заслуги за запазване на единството на Българската православна църква и за българското просветно и църковно дело в Македония и Одринско, останали в Османската империя след 1878 година.

## Биография

### Произход и образование
Роден е на 5 май 1840 г. в подбалканския град Калофер със светското име Лазар Йовчев. Петгодишен остава сирак и е отгледан от най-голямата си сестра Рада. Започва обучението си в родния град в четирикласното училище на даскал Ботьо Петков. Любознателен и трудолюбив ученик, а след това и помощник на даскал Ботьо Петков в Калофер. С помощта на живеещи в Цариград калоферци учи във Великата народна школа във Фенер, а след това във Френския колеж (Цариград). С подкрепата на Калоферската община, вече 24-годишен, постъпва през 1864 г. в Литературния факултет на Сорбоната в Париж, а 3 години по-късно се прехвърля в Юридическия факултет, който завършва с научните степени „бакалавър“ и „лисансие“.
Наред с родния български език екзарх Йосиф говори свободно френски, руски, турски и гръцки език.

### Замонашване
Прекарал шест години във френската столица, Лазар Йовчев се завръща в Цариград и отначало работи в Централния търговски съд. Занимава се с публицистика и преводаческа дейност. Избран е в ръководството на Македонската българска дружина. Поканен за секретар на Смесения екзархийски съвет. На 23 септември е замонашен под името Йосиф от екзарх Антим I в съслужение с митрополитите Панарет Пловдивски, Доситей Самоковски, Симеон Варненски и Преславски и архимандрит Натанаил Зографски, който му става кръстник. На следния ден екзарх Антим в съслужение с митрополитите Панарет, Доситей и Евстатий Пелагонийски го ръкополага за дякон.
Без да има духовно образование, новоръкоположеният монах Йосиф за по-малко от 3 месеца в края на 1872 г. е вече протосингел на Екзархията с архимандритско достойнство.
През следващите 3 – 4 години архимандрит Йосиф участва в организирането на църквата, пътува из българските земи, среща се с представители на великите сили, благодарение не само на перфектния си френски език, но и на способността си да води преговори и да убеждава.
В началото на 1876 г. Йосиф е ръкоположен за Ловчански митрополит, след като преди това е управлявал 1 година Видинската епархия. Светското образование, юридическата подготовка, широката европейска култура и демонстрираните качества на разумно и дипломатическо поведение правят кандидатурата му общоприемлива за български екзарх сред влиятелните кръгове в Цариград при избухването на Руско-турската война (1877 – 1878). На 24 април 1877 г. младият Ловчански митрополит Йосиф е избран и провъзгласен за екзарх от Църковно-народния събор в Екзархийския дом, Ортакьой.

### Български духовен водач
Екзарх Йосиф I определя своята мисия като дълг да обедини цялото българско население. Идеалът на българския духовен водач и неговата „велика длъжност“ да бъде духовен стълб на българщината и „да обедини всички български епархии в обятията на Екзархията“ са реализирани в значителни мащаби. До Балканската война (1912 – 1913) в екзархийския диоцез са включени 7 епархии, възглавявани от митрополити, 8 епархии в Македония и епархия в Одринска Тракия, управлявани от екзархийски наместници.
Заставайки начело на българската църква е принуден като духовен водач на българите да бъде посредник между държавната власт и християнското население в рамките на политическите и националните съперничества в многонационалната империя. На 37-годишния екзарх тогава е съдено да води България, възкръснала за свободен живот. 

#### След Освобождението
В условията на действащия Берлински договор е повече дипломат и политик, отколкото православен архиерей. Неуморно се бори да поддържа българския дух на политически разпокъсания екзархийски диоцез, да брани църковно-националните интереси и права на българите от Македония и Одринска Тракия, останали под чужда власт. Противопоставя се на засилването на сръбската и гръцката пропаганда в тези области.
Екзарх Йосиф I не присъства на Учредителното събрание в Търново през 1879 г. Отсъствието му е обяснено от Н.Овсяний в "Русское управление в Болгарии в 1877-78-79_гг" том 2, с. 56: "Экзархъ болгарскій блаженнѣйшій Іосифъ, въ виду его зависимаго положенія отъ Порты, былъ освобожденъ отъ присутствованія въ народномъ собраніи".
Екзарх Йосиф подкрепя активно извършения от княз Александър държавен преврат през април 1881 година, опитвайки се да посредничи и да привлече част от либералите в негова подкрепа.
Открива Българска духовна семинария в Цариград, грижи се за изграждането на църкви, обучението на свещеници, откриването на училища, набавянето на учебни пособия, учители, изпращането на даровити младежи на учение в чужбина. На 27 април 1892 г. поставя основния камък на българската Желязна църква в Цариград. Благодарение на неговата неуморна дейност през учебната 1912 – 1913 г. в Екзархията има вече 1373 училища, 13 гимназии, 87 прогимназии със 78 854 ученици и 2266 учители. През 1902 г. екзарх Йосиф е избран за почетен член на Българското книжовно дружество, преименувано през 1911 г. в Българска академия на науките.
Екзархът ликува от победния марш на Българското войнство по време на Балканската война и много тежко изживява решенията на Букурещкия мирен договор след Междусъюзническата война. Екзархийското дело, градено с толкова труд и любов, е смазано и опустошено. На 27 ноември 1913 г. заедно с всички прокудени български владици от Македония и Одринска Тракия е принуден да напусне Цариград и се прибира в София, съкрушен душевно и физически. Тогава се стига до неговата паметна среща с цар Фердинанд. Екзарх Йосиф изговаря думите, с които остава в историята:
| „ | Ваше величество, ние цял век копахме кладенец с игла, а Вие за една нощ го зарихте. | “ |

Въпреки влошеното си здравословно състояние и напреднала възраст остава до сетния си час начело на българската църква. Цели 38 години екзархът е църковно-народен водач и вдъхновител на училищно-просветното дело.
Екзарх Йосиф умира през 1915 г. Погребан в южната открита галерия на църквата „Света Неделя“ в София, в близост до страничната олтарна врата.

### Дарителска дейност
Екзархът завещава цялото си лично имущество за народополезни цели. Завещанието е от 6 май 1915. За негови изпълнители са посочени Доростоло-Червенският митрополит Василий, Търновският митрополит Йосиф и племенникът на екзарха Мирон Г. Миронов. Състоянието представлява суми на влогове в банки в България, Великобритания, Австро-Унгария и Русия, ценни книжа от български държавни заеми и облигации от заеми на градските управи на Киев, Харков и Херсон. Впоследствие върху част от средствата е наложен секвестър по силата на член 177 от Ньойския договор. В Русия ценните книжа се обезценяват вследствие на Първата световна война. Това затруднява изпълнението на волята на дарителя.
Със средствата от наследството на екзарх Йосиф са създадени 3 дарителски фонда:
- Фонд „Екзарх Йосиф I“ към Светия Синод на БПЦ е в размер на 300 000 лева по завещание. Волята на дарителя е с лихвите от него да се създадат 5 стипендии за ученици от духовните семинарии в София и Пловдив, като единият от учениците в Пловдивската семинария да бъде от родния град на дарителя Калофер. Фондът се учредява на 27 май 1924 с капитал 370 000 лева. Управлява се от Светия Синод. Първоначално средствата са оставени за капитализация. Стипендии започват да се раздават през 1934 г. През 1941 г. се взима решение фондът да се остави за капитализиране.
- Фонд „Екзарх Йосиф I“ към Българската академия на науките е в размер на 150 000 лева по завещание. Волята на дарителя е годишните лихви да се използват за награждаване на книги, написани в защита на православната вяра и българската народност.
- Фонд „Екзарх Йосиф I“ към Мъжката гимназия в Разград е в размер на 5000 лева по завещание. Волята на дарителя е годишните лихви да се използват за покупка на книги за бедни ученици.

На 20 април 1902 г. е провъзгласен за Почетен гражданин на Ловеч „За заслуги като верен страж на църковните и народни правдини“. На него са наименувани централният площад в Ловеч и Гимназията за изучаване на чужди езици. Изграден е и негов паметник (2008).

## Памет
На екзарх Йосиф е наречена улица в Центъра на София (Карта).